# Rocca di Cambio
Rocca di Cambio – miejscowość i gmina we Włoszech, w regionie Abruzja, w prowincji L’Aquila.
Według danych na rok 2004 gminę zamieszkiwało 447 osób, 16,6 os./km².
Urodzili tu się dyplomaci papiescy abp Alessandro Bavona i abp Carlo Pietropaoli.

## Współpraca
Miejscowość partnerska:
- Saas-Fee, Szwajcaria